# Betta picta
Betta picta е вид лъчеперка от семейство Osphronemidae.

## Разпространение
Видът е разпространен в Индонезия (Суматра и Ява).